# Gymnospermium kiangnanensis
Gymnospermium kiangnanensis là một loài thực vật có hoa trong họ Hoàng mộc. Loài này được (P.L.Chiu) Loconte mô tả khoa học đầu tiên năm 1989.